# Ceterach lolegnamense
Ceterach lolegnamense là một loài dương xỉ trong họ Aspleniaceae. Loài này được Gibby & Lovis mô tả khoa học đầu tiên năm 1989.
Danh pháp khoa học của loài này chưa được làm sáng tỏ. 